# Irving Brown
Irving Brown (ur. 1911 w Bronksie, zm. 14 lipca 1989) – amerykański związkowiec zawodowy, członek Amerykańskiej Federacji Roboczej (AFL), a później AFL-CIO. Odegrał ważną rolę w zachodniej Europie i Afryce podczas zimnej wojny, wspierając rozłamy w międzynarodowych związkach zawodowych, aby ograniczyć wpływy komunistyczne. Pracując jako agent w Centralnej Agencji Wywiadowczej w 1962 roku utworzył Amerykański Instytut ds. Rozwoju Wolnej Pracy (wraz z członkiem Amerykańskiej Partii Komunistycznej i agentem CIA Jayem Lovestone’em).

## Życiorys
Urodzony w Bronksie, Nowy Jork w 1911 roku Brown został bokserem przed wstąpieniem do związku zawodowego gdzie popadł w konflikt z Teamsterami. Studiował na New York University i następnie na University of Columbia.
Jako porucznik w wojskach lądowych USA w 1944 roku otrzymał zlecenie od Biura Usług Strategicznych do pracy przygotowawczej przed operacją Huskey, a następnie przed operacją Dragoon.
W 1987 roku Brown otrzymał nagrodę S. Roger Horchow za Największą Usługę Publiczną przez Prywatnego Obywatela rozdawaną rocznie przez Fundację Jefferson Awards.

## Zimna wojna
Brown trafił do Paryża w listopadzie 1945 gdzie zaczął organizować związki antykomunistyczne, w szczególności wspierając stworzenie w 1947 przez Andre’a Bergerona i Leona Jouhauxa francuskiej Force Ouvrière (FO, pl. Siła Robotników) (którą subsydiował) oraz w 1950 Włoskiej Konfederacji Pracowniczych Związków Zawodowych (CISL). Do 1986 roku uczestniczył w każdym dorocznym kongresie FO. Wolny Komitet Związków Zawodowych AFL-CIO subsydiował FO oraz inne antykomunistyczne związki w Europie
W 1949 wraz z Jayem Lovestone’em wsparł oddzielenie Międzynarodowej Konfederacji Wolnych Związków Zawodowych (ICFTU) od Światowej Federacji Związków Zawodowych (WFTU). ICFTU obejmowało AFL-CIO, brytyjski Kongres Związków Zawodowych, FO, CISL i hiszpańską Unión General de Trabajadores. Odtąd WFTU reprezentowało Blok Wschodni, podczas gdy ICFTU reprezentowało tak zwany „wolny świat”. Będąc przyjacielem zarządzającego Planem Marshalla Williama Averella Harrimana, Brown z łatwością przekierowywał środki z Planu Marshalla do źródeł wspierających organizacje antykomunistyczne.
26 czerwca 1950 Brown był członkiem amerykańskiej delegacji na spotkaniu założycielskim Kongresu Wolności Kultury w Berlinie.
W 1952 jego działania już były dobrze znane. Napisano na jego temat artykuł w tygodniku Time zatytułowany „The Most Dangerous Man” (Najniebezpieczniejszy Człowiek). Według autorów artykułu działał na rzecz Wolnego Komitetu Związków Zawodowych AFL. Brown wspierał finansowo ruchy antykomunistyczne, które rozbiły strajki we Włoszech i Francji w 1947 roku, pomagał przy organizacji antykomunistycznej koalicji związków zawodowych w Grecji i zorganizował Komitet Portów Śródziemnomorskich, który wyrwał francuskie, włoskie i greckie porty spod kontroli komunistów. W Marsylii wsparł Pierr’a Ferri-Pisania, byłego radcę miejskiego.
Będąc solidnie ugruntowanym we Francji, Brown przewodniczył kontaktom międzynarodowym AFL-CIO ze swojej siedziby na Rue de la Paix 10 w Paryżu. Między 1951 a 1954 rokiem jednostka CIA kierowana przez Thomasa Bradena przekazywała Brownowi i Lovestone’owi milion dolarów rocznie ($1.600.000 w 1954).
W 1952 przebywał w Helsinkach, wspierając związkowców, którzy postanowili głosować za wyjście z WFTU, które się składało głównie ze związków komunistycznych.
Podczas wojny algierskiej Brown subsydiował Algierski Ruch Narodowy (MNA) założony przez Messalia Hadża, aby stawiać opór Frontowi Wyzwolenia Narodowego (FLN).
Działał również w Chile przy próbach destabilizacji reżimu Salvadora Allende przez CIA. W 1984 organizował demonstracje równoczesne ze światowymi spotkaniami Michaiła Gorbaczowa.
Po wybraniu w 1981 roku na prezydenta Francji kandydata Partii Socjalistycznej François Mitterranda Brown uznał, że „Francja... jest zagrożona przez aparat komunistyczny... Jest to oczywistym i obecnym zagrożeniem jeśli stan obecny jest uznany jako dziesięć lat od dnia dzisiejszego.”
Od 1986 roku Brown walczył z poważnymi problemami zdrowotnymi. W 1988 został udekorowany Medalem Wolności przez prezydenta USA Ronalda Reagana, po czym zmarł w następnym roku.